# Macropanax grushvitzkii
Macropanax grushvitzkii là một loài thực vật có hoa trong Họ Cuồng cuồng. Loài này được Ha mô tả khoa học đầu tiên năm 1980.